# João de Lobeira
João Pires de Lobeira (c. 1233 – 1301) foi um jurista, escritor e trovador português, que viveu na corte de Afonso III. Crê-se que possa ser o autor da adaptação, em prosa, do romance de Amadis de Gaula.  
Filho ilegítimo, só foi legitimado a pedido do pai, o cavaleiro Pero Soares de Alvim, por volta de 6 de Maio de 1272, dando assim origem a esta ramificação da família Riba de Vizela, com o apelido Lobeira.
No entanto, a documentação alusiva a este cortesão é já bastante anterior à data da sua legitimação. Com efeito, a primeira referência a João Pires de Lobeira data de 1258, quando foi beneficiado no testamento de D. Aires Vasques de Lima, bispo de Lisboa. A partir de 1261, e até 1285, frequentou a corte, não só como testemunha ou confirmante de diversos diplomas régios, mas também como trovador. Terá tido Martim Afonso, o Chichorro, filho ilegítimo de D. Afonso III, à sua guarda, durante a juventude.

## Descendência
Desconhece-se a mulher com quem casou, conhecendo-se-lhe como descendentes: Estevão Anes de Lobeira, Martim Anes de Lobeira, João Anes de Lobeira, Fernão Anes de Lobeira, Afonso Anes de Lobeira e Sancha Anes de Lobeira.

## Amadis de Gaula
Até o século XIX, considerava-se que o autor da obra fosse um certo Vasco de Lobeira. Entretanto, em 1880, foi publicado o  Cancioneiro da Biblioteca Nacional,  contendo cantigas medievais, em galaico-português, dentre as quais figura, subscrito por João de Lobeira, o lai de Leonoreta, poema que também aparece  na versão do Amadis de Gaula elaborada por Garci Rodríguez de Montalvo. É possível, portanto, que João Lobeira tenha sido o autor dos três livros originais do romance, o qual o seu descendente, Vasco de Lobeira, teria apenas revisto e completado.

Das que vejo
nom desejo
outra senhor se vós nom,
e desejo
tam sobejo,
mataria um leon,
senhor do meu coraçom:
fim roseta,
bela sobre toda fror,
fim roseta,
nom me meta
em tal coita voss'amor!

João de Lobeira (c. 1270–1330)